# National Women's Soccer League 2016
La National Women's Soccer League 2016 fue la 4.ª edición de la National Women's Soccer League (NWSL), la máxima categoría del fútbol femenino en Estados Unidos. Si se incluyen los torneos predecesores de la NWSL, la Women's Professional Soccer (2009-2011) y la Women's United Soccer Association (2001-2003), ésta fue la 10.ª temporada aprobada por la FIFA en esa categoría.
Debido a la participación estadounidense en los Juegos Olímpicos de 2016, se evitó jugar demasiados partidos durante el mes de agosto. Esto, sumado a que la liga no programó encuentros que conflictuaran con los partidos de la FIFA, hizo que la temporada regular finalizara a fines de septiembre, por segundo año consecutivo.

## Formato
- Cada equipo disputará un total de 20 partidos, 10 de local y 10 de visitante.
- Cada equipo jugará dos veces contra todos los demás, una vez de local y otra de visitante; más dos partidos adicionales contra un club local, una vez de local y otra de visitante.
- Los cuatro equipos que terminan primero en la temporada regular avanzan a las eliminatorias.

## Equipos
| Equipo                 | Ciudad                 | Entrenador        | Estadio                                                             | Capacidad    |
| ---------------------- | ---------------------- | ----------------- | ------------------------------------------------------------------- | ------------ |
| Boston Breakers        | Boston, Massachusetts  | Matt Beard        | Soldiers Field Soccer Stadium                                       | 4.500        |
| Chicago Red Stars      | Bridgeview, Illinois   | Rory Dames        | Toyota Park                                                         | 20.000       |
| Houston Dash           | Houston, Texas         | Randy Waldrum     | BBVA Compass Stadium                                                | 7.000        |
| FC Kansas City         | Kansas City, Misuri    | Vlatko Andonovski | Swope Soccer Village (principal) Children's Mercy Park (secundario) | 3.500 18.467 |
| Orlando Pride          | Orlando, Florida       | Tom Sermanni      | Camping World Stadium                                               | 60.219       |
| Portland Thorns        | Portland, Oregon       | Mark Parsons      | Providence Park                                                     | 21.144       |
| Seattle Reign FC       | Seattle, Washington    | Laura Harvey      | Memorial Stadium                                                    | 7.000        |
| Sky Blue FC            | Piscataway, New Jersey | Christy Holly     | Yurcak Field                                                        | 5.000        |
| Washington Spirit      | Germantown, Maryland   | Jim Gabarra       | Maryland SoccerPlex                                                 | 5.126        |
| Western New York Flash | Elma, New York         | Paul Riley        | Rochester Rhinos Stadium                                            | 13.768       |

1. ↑  Houston Dash limita la venta de entradas a 7.000 cuando juega de local. La capacidad máxima de su estadio es de 22.039 personas.[2]
2. ↑  Seattle Reign limita la venta de entradas a 7.000 cuando juega de local. La capacidad máxima de su estadio es de 12.000 personas.

## Resultados
Actualizado al 25 de septiembre de 2016.
| Colores y abreviaciones |
| Boston Breakers – BOS • Chicago Red Stars – CHI • Houston Dash – HOU • FC Kansas City – KC • Orlando Pride – ORL Portland Thorns FC – POR • Seattle Reign FC – SEA • Sky Blue FC – SB • Washington Spirit – WAS • Western New York Flash – WNY Victoria Derrota Empate Jugó de local contra ese equipo |

| Equipo                 | Partido | Partido | Partido | Partido | Partido | Partido | Partido | Partido | Partido | Partido | Partido | Partido | Partido | Partido | Partido | Partido | Partido | Partido | Partido | Partido |
| Equipo                 | 1       | 2       | 3       | 4       | 5       | 6       | 7       | 8       | 9       | 10      | 11      | 12      | 13      | 14      | 15      | 16      | 17      | 18      | 19      | 20      |
| ---------------------- | ------- | ------- | ------- | ------- | ------- | ------- | ------- | ------- | ------- | ------- | ------- | ------- | ------- | ------- | ------- | ------- | ------- | ------- | ------- | ------- |
| Boston Breakers        | WAS     | SEA     | POR     | CHI     | SB      | KC      | WNY     | WAS     | CHI     | WNY     | SEA     | ORL     | SB      | ORL     | KC      | HOU     | POR     | WNY     | HOU     | WNY     |
| Boston Breakers        | 1–0     | 0–3     | 0–1     | 0–1     | 1–0     | 1–0     | 4–0     | 1–1     | 3–0     | 7–1     | 2–0     | 2–1     | 2–3     | 1–0     | 0–2     | 1–3     | 5–1     | 2–2     | 4–1     | 0–4     |
| Chicago Red Stars      | HOU     | WNY     | ORL     | BOS     | KC      | SEA     | SB      | POR     | BOS     | POR     | WNY     | WAS     | ORL     | HOU     | KC      | SB      | SEA     | KC      | KC      | WAS     |
| Chicago Red Stars      | 3–1     | 1–0     | 1–0     | 0–1     | 0–0     | 1–2     | 1–1     | 1–1     | 3–0     | 2–0     | 2–0     | 2–0     | 0–1     | 1–1     | 1–0     | 1–3     | 2–2     | 2–3     | 0–0     | 3–1     |
| Houston Dash           | CHI     | ORL     | SB      | KC      | WAS     | ORL     | SEA     | KC      | ORL     | SB      | POR     | CHI     | WNY     | WAS     | WNY     | BOS     | ORL     | POR     | BOS     | SEA     |
| Houston Dash           | 3–1     | 3–1     | 0–0     | 1–2     | 1–0     | 0–1     | 1–0     | 0–1     | 0–1     | 1–0     | 3–0     | 1–1     | 3–3     | 1–2     | 2–2     | 1–3     | 4–2     | 3–0     | 4–1     | 2–3     |
| FC Kansas City         | WNY     | POR     | SEA     | HOU     | CHI     | BOS     | ORL     | SB      | HOU     | SEA     | WAS     | POR     | WAS     | WNY     | CHI     | BOS     | SB      | CHI     | CHI     | ORL     |
| FC Kansas City         | 0–1     | 1–1     | 1–0     | 1–2     | 0–0     | 1–0     | 2–0     | 1–1     | 0–1     | 0–0     | 2–0     | 1–2     | 2–3     | 0–1     | 1–0     | 0–2     | 2–1     | 2–3     | 0–0     | 1–2     |
| Orlando Pride          | POR     | HOU     | CHI     | SEA     | WNY     | HOU     | KC      | WNY     | WAS     | HOU     | POR     | BOS     | CHI     | SEA     | BOS     | WAS     | HOU     | SB      | SB      | KC      |
| Orlando Pride          | 2–1     | 3–1     | 1–0     | 2–0     | 1–0     | 0–1     | 2–0     | 1–0     | 2–0     | 1–0     | 1–2     | 2–1     | 0–1     | 5–2     | 1–0     | 1–2     | 4–2     | 1–1     | 1–2     | 1–2     |
| Portland Thorns FC     | ORL     | KC      | BOS     | WAS     | SEA     | WAS     | SEA     | CHI     | WNY     | CHI     | ORL     | SB      | KC      | HOU     | SEA     | SEA     | BOS     | HOU     | WNY     | SB      |
| Portland Thorns FC     | 2–1     | 1–1     | 0–1     | 0–0     | 1–1     | 4–1     | 0–0     | 1–1     | 0–2     | 2–0     | 1–2     | 2–1     | 1–2     | 3–0     | 1–0     | 3–1     | 5–1     | 3–0     | 3–2     | 1–3     |
| Seattle Reign FC       | SB      | BOS     | KC      | ORL     | POR     | CHI     | POR     | HOU     | SB      | KC      | BOS     | WNY     | WNY     | ORL     | POR     | POR     | CHI     | WAS     | WAS     | HOU     |
| Seattle Reign FC       | 1–2     | 0–3     | 1–0     | 2–0     | 1–1     | 1–2     | 0–0     | 1–0     | 0–0     | 0–0     | 2–0     | 3–2     | 1–1     | 5–2     | 1–0     | 3–1     | 2–2     | 2–1     | 2–0     | 2–3     |
| Sky Blue FC            | SEA     | WAS     | HOU     | WNY     | BOS     | WNY     | CHI     | KC      | SEA     | WAS     | POR     | HOU     | BOS     | WAS     | WAS     | CHI     | KC      | ORL     | ORL     | POR     |
| Sky Blue FC            | 1–2     | 1–2     | 0–0     | 1–2     | 1–0     | 5–2     | 1–1     | 1–1     | 0–0     | 1–2     | 2–1     | 1–0     | 2–3     | 1–0     | 3–1     | 1–3     | 2–1     | 1–1     | 1–2     | 1–3     |
| Washington Spirit      | BOS     | SB      | WNY     | POR     | HOU     | POR     | BOS     | ORL     | SB      | KC      | CHI     | KC      | SB      | SB      | HOU     | ORL     | WNY     | SEA     | SEA     | CHI     |
| Washington Spirit      | 1–0     | 1–2     | 0–3     | 0–0     | 1–0     | 4–1     | 1–1     | 2–0     | 1–2     | 2–0     | 2–0     | 2–3     | 1–0     | 3–1     | 1–2     | 1–2     | 1–1     | 2–1     | 2–0     | 3–1     |
| Western New York Flash | KC      | CHI     | WAS     | SB      | ORL     | SB      | BOS     | ORL     | POR     | BOS     | CHI     | SEA     | SEA     | KC      | HOU     | HOU     | WAS     | BOS     | POR     | BOS     |
| Western New York Flash | 0–1     | 1–0     | 0–3     | 1–2     | 1–0     | 5–2     | 4–0     | 1–0     | 0–2     | 7–1     | 2–0     | 3–2     | 1–1     | 0–1     | 3–3     | 2–2     | 1–1     | 2–2     | 3–2     | 0–4     |

## Clasificación
| Pos. | Equipo                     | Pts. | PJ | G  | E | P  | GF | GC | Dif. | Clasificación |
| ---- | -------------------------- | ---- | -- | -- | - | -- | -- | -- | ---- | ------------- |
| 1    | Portland Thorns FC (N)     | 41   | 20 | 12 | 5 | 3  | 35 | 19 | +16  | NWSL Shield   |
| 2    | Washington Spirit          | 39   | 20 | 12 | 3 | 5  | 30 | 21 | +9   | Eliminatorias |
| 3    | Chicago Red Stars          | 33   | 20 | 9  | 6 | 5  | 24 | 20 | +4   | Eliminatorias |
| 4    | Western New York Flash (C) | 32   | 20 | 9  | 5 | 6  | 40 | 26 | +14  | Eliminatorias |
| 5    | Seattle Reign FC           | 30   | 20 | 8  | 6 | 6  | 29 | 21 | +8   |               |
| 6    | FC Kansas City             | 26   | 20 | 7  | 5 | 8  | 18 | 20 | −2   |               |
| 7    | Sky Blue FC                | 26   | 20 | 7  | 5 | 8  | 24 | 30 | −6   |               |
| 8    | Houston Dash               | 22   | 20 | 6  | 4 | 10 | 29 | 29 | 0    |               |
| 9    | Orlando Pride              | 19   | 20 | 6  | 1 | 13 | 20 | 30 | −10  |               |
| 10   | Boston Breakers            | 11   | 20 | 3  | 2 | 15 | 14 | 47 | −33  |               |

Actualizado a los partidos jugados el 25 de septiembre de 2016.
 Fuente: NWSL

## Eliminatorias
Los cuatro primeros equipos de la temporada regular compiten por el título del campeonato. Son tres partidos únicos (sin "ida y vuelta"). Los primeros dos equipos juegan de local en las semifinales.
|  | Semifinales | Semifinales            | Semifinales |                        |       | Final             | Final | Final |  |
|  |             |                        |             |                        |       |                   |       |       |  |
|  |             |                        |             |                        |       |                   |       |       |  |
|  | 1           | Portland Thorns FC     | 3           |                        |       |                   |       |       |  |
|  | 1           | Portland Thorns FC     | 3           |                        |       |                   |       |       |  |
|  | 4           | Western New York Flash | 4           |                        |       |                   |       |       |  |
|  | 4           | Western New York Flash | 4           |                        | 2     | Washington Spirit | 2 (2) |       |  |
|  |             |                        |             |                        | 2     | Washington Spirit | 2 (2) |       |  |
|  |             |                        | 4           | Western New York Flash | 2 (3) |                   |       |       |  |
|  | 2           | Washington Spirit      | 4           | Western New York Flash | 2 (3) | 2                 |       |       |  |
|  | 2           | Washington Spirit      |             |                        |       | 2                 |       |       |  |
|  | 3           | Chicago Red Stars      | 1           |                        |       |                   |       |       |  |
|  | 3           | Chicago Red Stars      | 1           |                        |       |                   |       |       |  |
|  |             |                        |             |                        |       |                   |       |       |  |

### Semifinales
| 30 de septiembre de 2016, 20:00 (ET) | Washington Spirit           | 2:1 (t. s.) | Chicago Red Stars | Maryland SoccerPlex, Boyds                                 |                                                            |
|                                      | - Krieger 36' - Ordega 111' | Reporte     | - Press 81'       | Asistencia: 4.249 espectadores Árbitro(s): Danielle Chesky | Asistencia: 4.249 espectadores Árbitro(s): Danielle Chesky |

| 2 de octubre de 2016, 14:00 (PT) | Portland Thorns FC                        | 3:4 (t. s.) | Western New York Flash                        | Providence Park, Portland                              |                                                        |
|                                  | - Sinclair 39' - Sonnett 78' - Horan 106' | Reporte     | - Mewis 16' - Doniak 38' - Williams 98', 104' | Asistencia: 20.086 espectadores Árbitro(s): Marco Vega | Asistencia: 20.086 espectadores Árbitro(s): Marco Vega |

### Final
| 9 de octubre de 2016, 16:00 (CST) | Washington Spirit                               | 2:2 (t. s.)(2:3 p.)        | Western New York Flash                              | BBVA Stadium, Houston                                    |                                                          |
|                                   | - Dunn 9', 91'                                  | Reporte                    | - Mewis 14' - Williams 124'                         | Asistencia: 8.255 espectadores Árbitro(s): Matthew Franz | Asistencia: 8.255 espectadores Árbitro(s): Matthew Franz |
|                                   |                                                 | Tiros desde el punto penal |                                                     |                                                          |                                                          |
|                                   | - Krieger - Nairn - Stengel - Huster - Matheson |                            | - Dahlkemper - Hinkle - McDonald - Williams - Mewis |                                                          |                                                          |

|                                            |
|                                            |
| Campeón Western New York Flash 1.er título |

## Asistencia
Actualizado al 9 de octubre de 2016.

### Asistencia promedio de local
Ordenado de mayor a menor promedio de asistencia durante la temporada regular.
| Equipo                 | PJ  | Total   | Mayor  | Menor  | Promedio |
| ---------------------- | --- | ------- | ------ | ------ | -------- |
| Portland Thorns FC     | 10  | 169.449 | 21.144 | 13.752 | 16.945   |
| Orlando Pride          | 10  | 87.851  | 23.403 | 5.842  | 8.785    |
| Houston Dash           | 10  | 56.963  | 7.440  | 4.570  | 5.696    |
| Seattle Reign FC       | 10  | 46.018  | 5.888  | 3.987  | 4.602    |
| Western New York Flash | 10  | 38.683  | 6.449  | 2.235  | 3.868    |
| Washington Spirit      | 10  | 37.817  | 5.750  | 3.036  | 3.782    |
| Boston Breakers        | 10  | 35.704  | 4.379  | 1.435  | 3.570    |
| FC Kansas City         | 10  | 31.624  | 8.022  | 2.217  | 3.162    |
| Chicago Red Stars      | 10  | 30.045  | 4.024  | 2.068  | 3.005    |
| Sky Blue FC            | 10  | 21.621  | 3.780  | 1.252  | 2.162    |
| Total                  | 100 | 555.775 | 23.403 | 1.252  | 5.558    |

### Asistencias más altas
Los diez partidos con mayor asistencia durante el campeonato. En negrita figuran los partidos de eliminatorias.
| Pos. | Local              | Resultado | Visitante              | Asistencia | Fecha                    | Estadio               |
| ---- | ------------------ | --------- | ---------------------- | ---------- | ------------------------ | --------------------- |
| 1    | Orlando Pride      | 3 - 1     | Houston Dash           | 23.403     | 23 de abril de 2016      | Camping World Stadium |
| 2    | Portland Thorns FC | 3 - 2     | Western New York Flash | 21.144     | 11 de septiembre de 2016 | Providence Park       |
| 3    | Portland Thorns FC | 3 - 4     | Western New York Flash | 20.085     | 2 de octubre de 2016     | Providence Park       |
| 4    | Portland Thorns FC | 1 - 0     | Seattle Reign          | 19.231     | 30 de julio de 2016      | Providence Park       |
| 5    | Portland Thorns FC | 0 - 0     | Seattle Reign          | 18.114     | 29 de mayo de 2016       | Providence Park       |
| 6    | Portland Thorns FC | 5 - 1     | Boston Breakers        | 17.152     | 4 de septiembre de 2016  | Providence Park       |
| 7    | Portland Thorns FC | 1 - 2     | FC Kansas City         | 16.942     | 9 de julio de 2016       | Providence Park       |
| 8    | Portland Thorns FC | 2 - 0     | Chicago Red Stars      | 16.931     | 22 de junio de 2016      | Providence Park       |
| 9    | Portland Thorns FC | 2 - 1     | Orlando Pride          | 16.073     | 17 de abril de 2016      | Providence Park       |
| 10   | Portland Thorns FC | 4 - 1     | Washington Spirit      | 15.823     | 21 de mayo de 2016       | Providence Park       |